# 喻屏
喻屏（1905年—1995年5月29日），原名郭祝山、字颂尧，河南内黄人，原中华人民共和国最高人民检察院副检察长。
喻屏于1927年加入中国共产党。此后，曾历任中共顺德中心县委秘书，冀南特委秘书长、组织部长、宣传部长，冀鲁豫特委委员兼磁彰中心县委书记、大名中心县委书记等。1935年被捕入狱，判15年有期徒判，关押在国民党中央军人监狱。抗日战争爆发、国共第二次合作后出狱。此后，先后出任鄂豫皖红军游击队政治宣传科长，中共鄂豫皖委员、岳西中心县委书记，皖东省委宣传部长、组织部长，盐阜区党委民运部长、组织部长等。1943年曾赴延安中央党校学习。1945年，当选中共七大代表。抗战结束后，历任通鲁工委书记，吉江省委委员、组织部长，辽吉省委委员、四地委书记、军分区政委，辽吉省委常委、民运部长、党校校长，辽吉后方工委书记，嫩江省委副书记，辽西省委副书记等。
中华人民共和国成立后，喻屏曾赴苏联学习。回国后，历任抚顺市委第一书记，东北局组织部副部长、财贸部副部长，辽宁省委副书记、书记处书记，东北局候补书记兼组织部长。文化大革命结束后，喻屏出任最高人民检察院副检察长、党组副书记，并在林彪、江青反革命集团案中任最高人民检察院特别检察厅副厅长。此外，他还曾任第二、三届全国人大代表，第五届全国政协常委。1986年离休。1995年逝世，终年90岁。